# Nick Johnson
Nicholas Alexander "Nick" Johnson (Gilbert, Arizona; 22 de diciembre de 1992) es un jugador profesional de baloncesto estadounidense que actualmente se encuentra sin equipo. Jugó baloncesto universitario para los Arizona Wildcats. Con 1,91 metros juega en las posiciones de base y escolta.

## Trayectoria deportiva

### Instituto
Johnson asistió al instituto "Highland High School" en Gilbert, Arizona desde 2007 hasta 2009, antes de transferirse al instituto "Findlay Prep" en Henderson, Nevada para su tercer año. En su tercer año como "junior" en 2009-10, promedió 14,1 puntos, 4,6 rebotes y 3,4 asistencias por partido mientras lideraba al instituto Findlay a un récord de 32-2.
En noviembre de 2010, firmó una Carta Nacional de Intención para jugar baloncesto universitario en la Universidad de Arizona.
En su último año como "senior" en 2010-11, promedió 24,8 puntos, 6,5 rebotes y 4,7 asistencias por partido mientras lideraba al instituto Findlay a un récord de 28-4. Fue calificado como el cuadragésimo prospecto en el país y el octavo escolta por Rivals.com, mientras ESPN lo calificó con un grado scout de 96.

### Universidad
En su primera temporada como "freshman" en Arizona, Johnson fue nombrado en el mejor quinteto de freshman (debutante) de la Pacific-12 Conference de 2012. En 35 partidos, promedió 8,9 puntos, 3,3 rebotes y 2,4 asistencias en 28,1 minutos por partido.
En su segunda temporada como "sophomore", ganó los honores de mención honorable en el mejor quinteto defensivo de la Pacific-12 Conference. En el torneo de la Pacific-12 Conference en Las Vegas, fue el mejor del equipo promediando 14,0 puntos, acompañado de 4,0 asistencias y 2,0 rebotes por partido. En 35 partidos, promedió 11,5 puntos, 3,6 rebotes, 3,2 asistencias y 1,9 robos en 31,4 minutos por partido.
En su tercera temporada como "junior", fue nombrado en el mejor quinteto de la Pacific-12 Conference y en el mejor quinteto defensivo de la misma conferencia, también fue nombrado jugador del año de la Pacific-12 Conference. Terminó su carrera ocupando el vigésimo cuarto lugar en la lista de anotadores de todos los tiempos de la universidad con 1.333 puntos. En 38 partidos, promedió 16,3 puntos, 4,1 rebotes, 2,8 asistencias y 1,1 robos en 33,1 minutos por partido.
El 15 de abril de 2014, declaró su elegibilidad para el Draft de la NBA, renunciando a su último año universitario.

### NBA
El 26 de junio de 2014, Johnson fue seleccionado en la segunda ronda en el puesto número 42 en general del Draft de la NBA de 2014 por los Houston Rockets. En julio de 2014, se unió a los Rockets para disputar la NBA Summer League 2014. El 25 de julio de 2014, firmó un contrato de 3 años totalmente garantizado con los Houston Rockets.
El 8 de septiembre de 2016 fichó por los Orlando Magic, pero fue despedido el 22 de octubre tras disputar cuatro partidos de pretemporada.
El 29 de julio de 2021, firma por el JSF Nanterre de la Liga de baloncesto de Francia.

## Estadísticas de su carrera en la NBA

### Temporada regular
| Año     | Equipo  | PJ | PT | MPP | %TC  | %3P  | %TL  | RPP | APP | ROB | TPP | PPP |
| ------- | ------- | -- | -- | --- | ---- | ---- | ---- | --- | --- | --- | --- | --- |
| 2014-15 | Houston | 28 | 0  | 9.4 | .347 | .238 | .680 | 1.4 | .4  | .3  | .1  | 2.6 |
| Total   | Total   | 28 | 0  | 9.4 | .347 | .238 | .680 | 1.4 | .4  | .3  | .1  | 2.6 |

### Playoffs
| Año   | Equipo  | PJ | PT | MPP | %TC  | %3P  | %TL   | RPP | APP | ROB | TPP | PPP |
| ----- | ------- | -- | -- | --- | ---- | ---- | ----- | --- | --- | --- | --- | --- |
| 2015  | Houston | 9  | 0  | 5.4 | .235 | .143 | 1.000 | .4  | .4  | .0  | .1  | 1.3 |
| Total | Total   | 9  | 0  | 5.4 | .235 | .143 | 1.000 | .4  | .4  | .0  | .1  | 1.3 |

## Vida personal
Su tío era Dennis Johnson, un ex-All-Star de la NBA y miembro del Basketball Hall of Fame. El padre de Johnson, Joey Johnson, también jugó baloncesto profesional.